# مارتین هانر
مارتین هانر (انگلیسی: Martin Häner؛ زادهٔ ۲۷ اوت ۱۹۸۸) بازیکن هاکی روی چمن اهل آلمان است.
وی همچنین برندهٔ جوایزی همچون برگ بوی نقره‌ای شده‌است.